# Irezumi

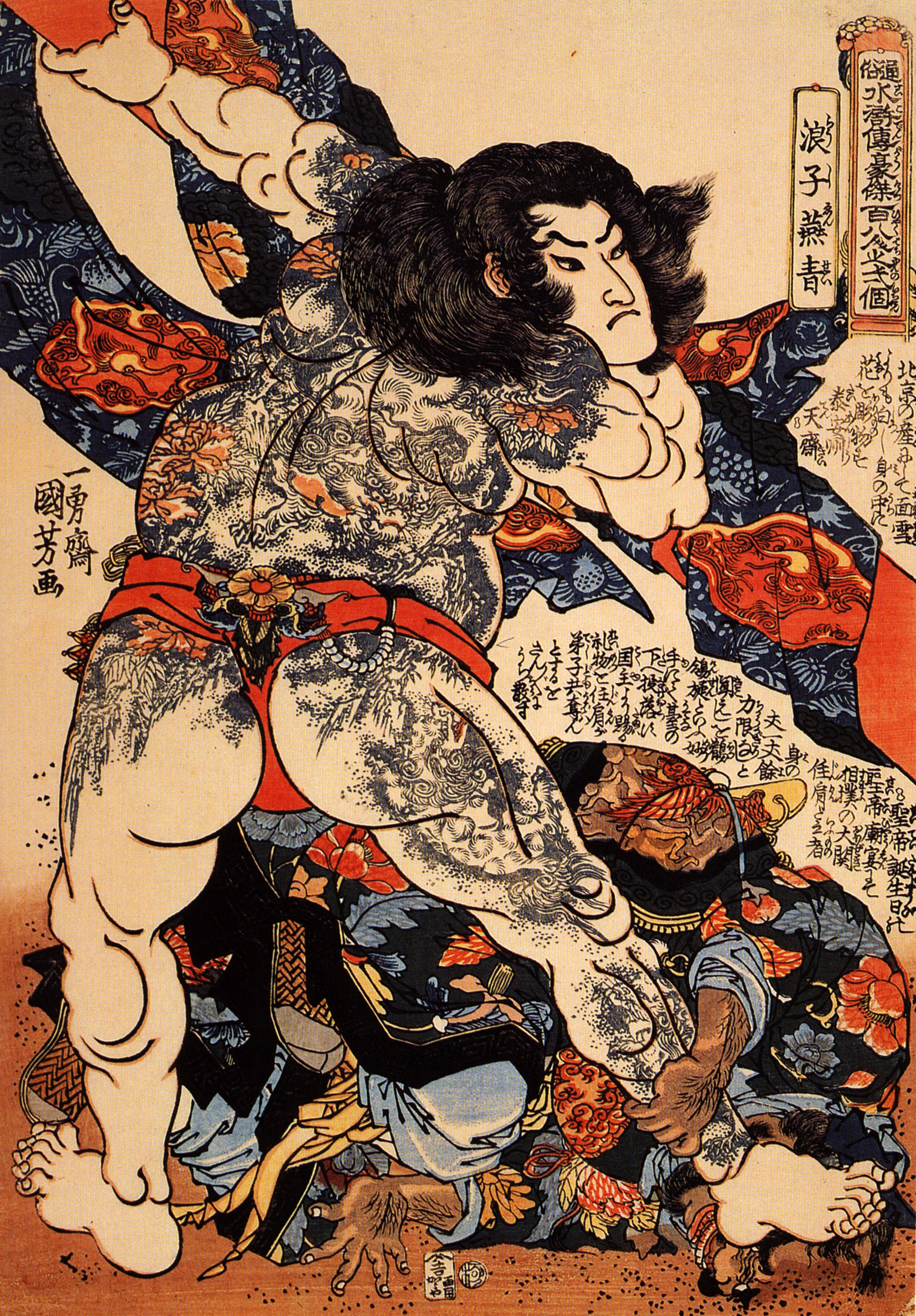
Roshi Ensei, uno dei 108 eroi del romanzo Suikoden, con il corpo coperto da un irezumi. Stampa xilografica, British Museum, 1827-1830

Irezumi (入れ墨?, irezumi), letteralmente "inserire inchiostro nero", è una forma di tatuaggio tradizionale giapponese caratterizzato da colorazioni molto accese e disegni molto ampi, che possono arrivare a coprire gran parte del corpo. Per riferirsi a tale pratica in lingua nipponica si usa anche la parola horimono.
Nel Giappone moderno, l'irezumi è diventato molto noto per il suo utilizzo da parte di appartenenti ad associazioni come la yakuza, che lo utilizzano come segno distintivo e come vanto.

## Origine
Il motivo a corda riscontrabile sui corpi e sui visi delle dogū, le statuine in argilla prodotte durante il periodo Jōmon (10.000 a.C. - 300 a.C.), è stato interpretato come una prima rappresentazione di tatuaggio, e ha portato a formulare l'ipotesi che l'origine dei tatuaggi giapponesi fosse riconducibile a quest'epoca. Nel successivo periodo Yayoi (300 a.C. - 300 d.C.) ai tatuaggi riportati sulle statuine ritrovate è stato attribuito un significato spirituale e di status sociale, mentre a partire dal periodo Kofun (300-600 d.C.) tali tecniche di decorazione assunsero delle connotazioni negative, perché incise sui criminali come segno di punizione.
Nel Kojiki (VIII secolo), il primo libro stampato in lingua giapponese, il tatuaggio viene presentato in maniera ambivalente: da una parte è usato per distinguere le persone di alto lignaggio, dall'altro per marchiare e identificare i criminali. Quest'ultima funzione è presente anche nel codice Jōei, redatto nel 1232, il quale menziona l'utilizzo del tatuaggio in ambito penale. I tatuaggi sarebbero stati impiegati anche per distinguere gli emarginati sociali, o le minoranze come gli eta e gli hinin, due gruppi di fuori-casta o paria.
Lo sviluppo del tatuaggio giapponese nei secoli successivi viene in parte attribuito all'arte della stampa, e più precisamente alla pubblicazione nel XV secolo del famoso romanzo cinese Shui-Hu-Chuan (in giapponese Suikoden, trad. it. I Briganti). Questa storia illustrata narra le vicende di una banda di 108 briganti, temerari, astuti e invincibili, i cui corpi appaiono decorati con numerosi tatuaggi raffiguranti dragoni e altre bestie mitologiche, fiori, feroci tigri e immagini religiose. Il successo di questo libro stimolò una crescente domanda, alla quale gli artisti di stampe su blocchi di legno risposero realizzando tatuaggi prodotti con gli stessi utensili in uso per le stampe: scalpello, sgorbia e un inchiostro conosciuto come Nara, o nero Nara, che diventava blu-verde una volta iniettato sotto la pelle.

## Durante il periodo Edo
All'inizio del periodo Edo (1603-1867) il tatuaggio inizia ad affermarsi come arte decorativa e a diffondersi sulla spinta del desiderio di riprodurre le immagini di eroi, animali mitici, piante e creature fantastiche che stavano riscuotendo grande successo nella stampa xilografica. Non ci sono ancora dati certi sull'identità sociale delle persone che si facevano tatuare. Alcuni studiosi affermano che i tatuaggi si diffusero soprattutto fra le classi inferiori, o fra i membri di determinate categorie di lavoratori che attribuivano a certe immagini delle funzioni protettive: in Kyushu, ad esempio, i minatori erano soliti tatuarsi il drago come talismano contro i pericoli del lavoro; in Hokkaido le donne Ainu avevano il viso tatuato per proteggersi dagli spiriti maligni. Ad Okinawa le donne utilizzavano i tatuaggi solo sulle mani come simbolo di bellezza e maturità, mentre a Edo (attuale Tokyo) i pompieri, i messaggeri e i giocatori d'azzardo si facevano incidere decorazioni in tutte le parti del corpo. Dato che la maggior parte dei disegni apprezzati raffiguravano le stampe ukiyo-e, sia i tatuatori che gli artisti esperti di stampe decisero di adottare il termine hori (incidere). Venivano presi come modelli i maestri della stampa giapponese come Toriyama Shekien o Hokusai.

## Età moderna

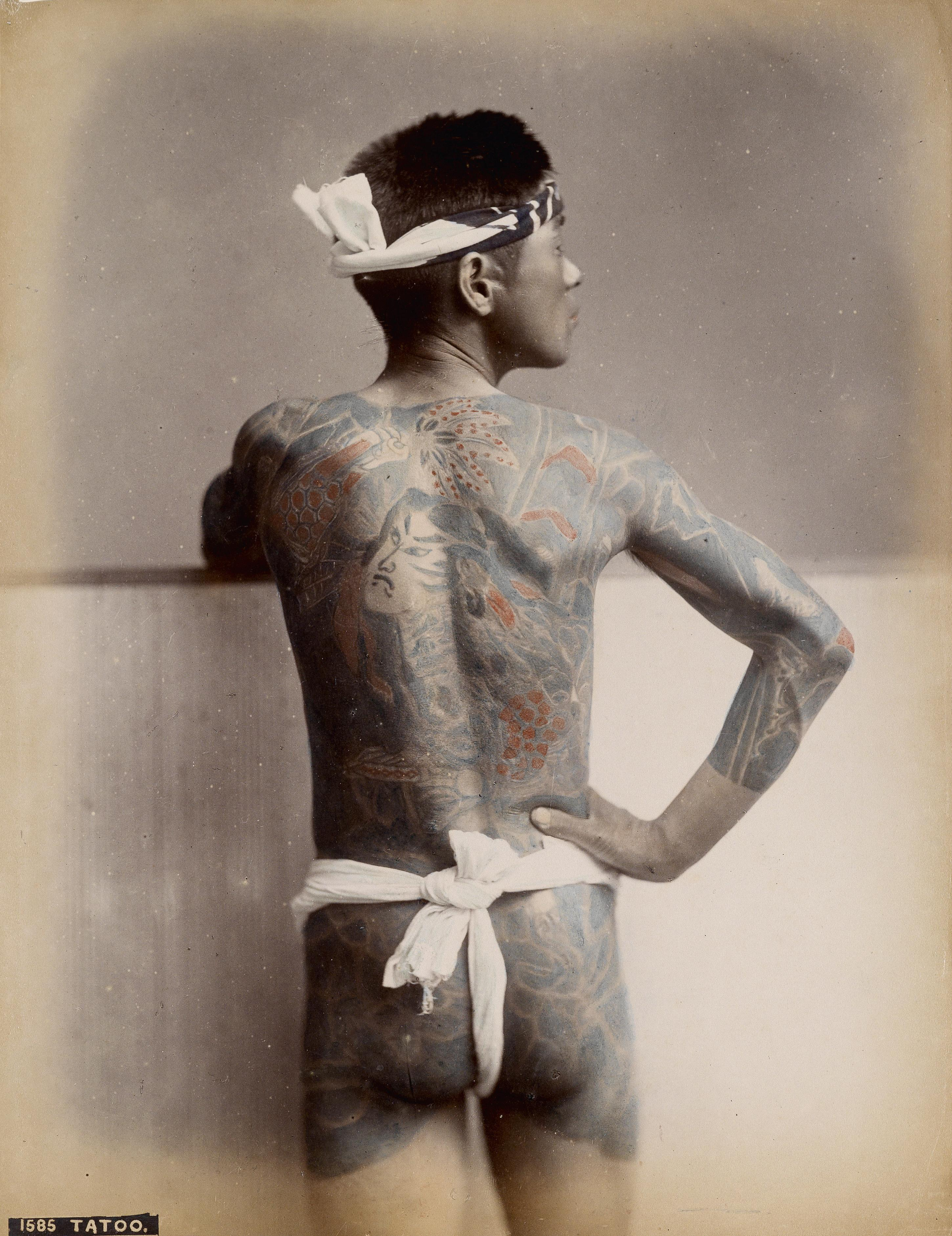
Un tatuaggio irezumi (foto risalente agli anni '90 del 1800).

Nel 1872, poco dopo l'apertura del Giappone alle nazioni occidentali dopo duecento anni di chiusura dei mercati e dei commerci internazionali, venne bandita l'arte del tatuaggio. Nell'intento di avvicinarsi ai costumi occidentali, il governo Meiji incoraggiò le persone ad abbandonare abiti e acconciature autoctone e vietò lo chignon dei samurai e i tatuaggi, ritenendo che questi ultimi potessero sembrare agli stranieri una tradizione barbara. Le reazioni degli occidentali furono invece opposte a quelle temute: i marinai stranieri, alla vista degli irezumi, decisero di incidersi dei tatuaggi come souvenir da portare sulla pelle per tutta la vita, e il governo Meiji, vista l'alta richiesta, dispose di aprire degli studi solo per gli occidentali, in zone portuali come Yokohama, Nagasaki e Kobe oppure in luoghi molto turistici. 
Anche se all'inizio del XXI secolo i tatuaggi sono diventati molto popolari tra i giovani, il numero di tatuatori in Giappone rimane molto esiguo. In luoghi pubblici come uffici, centri di fitness e onsen si vieta ancora l'entrata ai clienti tatuati.

## Tecnica
Contrariamente alla maggior parte dei tatuaggi moderni, eseguiti con una macchinetta, gli irezumi vengono ancora realizzati con la tecnica tradizionale da parte di specialisti, spesso di difficile reperimento e poco presenti nella zona di Tokyo. Il processo della tatuazione è molto doloroso, lungo e costoso: un tipico tatuaggio che copre le braccia, la schiena, le cosce e il petto (lasciando una striscia non tatuata al centro) può aver bisogno di circa cinque anni di visite settimanali e costare circa 30.000 dollari.
Per quanto riguarda le dimensioni, i tatuaggi irezumi coprono quasi sempre la parte superiore del corpo. Nello specifico, secondo la tradizione, i disegni irezumi devono coprire le spalle e i glutei, fino alla parte superiore della coscia e, sulla parte anteriore, il petto a eccezione della zona centrale. Altra caratteristica dei tatuaggi irezumi è che devono seguire un principio di armonia, anche se composti da soggetti diversi: ogni dettaglio deve integrarsi perfettamente nel complesso dell’opera, proprio come in un quadro. Non vengono utilizzate macchinette elettriche, bensì un manico di legno legato ad aghi di metallo attraverso fili di seta.
I tatuatori tradizionali si allenano per anni con un maestro, inizialmente anche solo mettendo in ordine lo studio, praticando sulla propria pelle o preparando la postazione per il proprio insegnante. Affinare l'arte dell'irezumi, infatti, richiede un processo molto lungo, che necessita di capacità specifiche per apprendere i vari stili di sfumatura e le tecniche per tatuare a mano ciò che il cliente richiede. Agli apprendisti viene dato un nome specifico che molto spesso comprende il termine hori (incidere), affiancato da una sillaba proveniente dal nome del proprio maestro o comunque da altre parole significative. In altri casi agli apprendisti viene dato il nome del maestro a cui poi segue la parola "secondo", "terzo" o così via.
Dopo un iniziale consulto, durante il quale il cliente discute con il tatuatore sul disegno a cui è interessato, nella prima fase vengono tatuate le linee di contorno, di solito in una sola seduta e a mano libera, senza l'utilizzo di uno stencil; si tratta quindi di un processo che richiede varie ore per essere completato. Successivamente, durante diverse sessioni settimanali, vengono aggiunti i colori e le sfumature che il cliente richiede. Quando il tatuaggio è terminato, il tatuatore incide la propria firma in una zona del corpo, spesso sulla schiena. Molto spesso i clienti che vengono tatuati tengono la propria opera d'arte nascosta, poiché i tatuaggi vengono ancora associati alla criminalità giapponese.

## Motivi più comuni

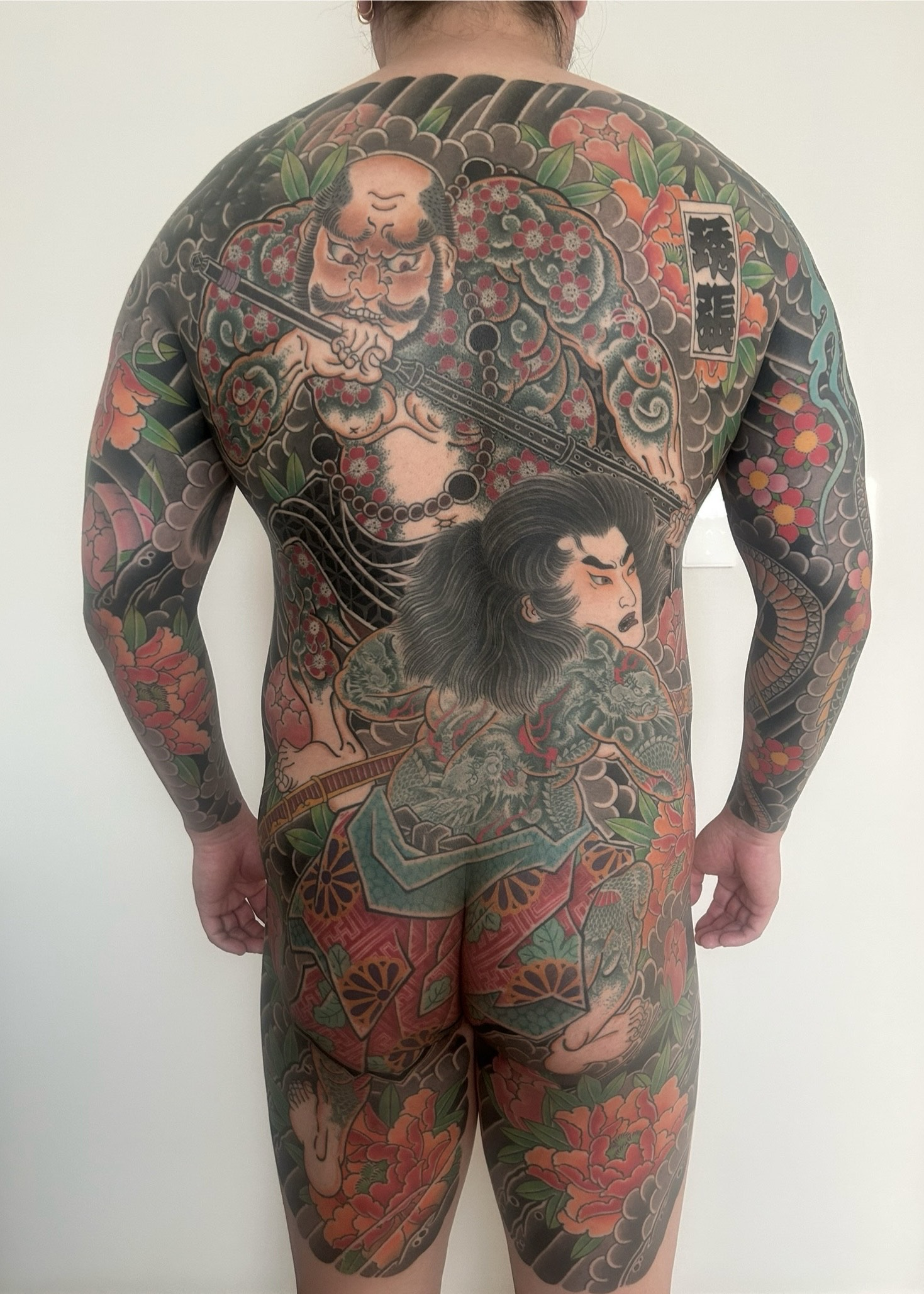
Motivo Suikoden

I soggetti più tipici degli irezumi contengono forti richiami alla cultura e alla tradizione giapponese. Alberi, fiori, animali (soprattutto marini), draghi, geisha e samurai sono gli elementi più comuni in un tatuaggio irezumi. I tatuaggi giapponesi si differenziano da quelli occidentali per la loro composizione e la vivacità dei colori: la figura centrale, caratterizzata da colori sgargianti, viene messa in evidenza da uno sfondo solitamente nero con linee che seguono le forme del corpo: in questo modo si risalta il soggetto principale, rendendo allo stesso tempo il tatuaggio più armonioso. Sebbene i tatuaggi giapponesi abbiano radici storiche molto profonde, non sempre celano un significato, e può capitare che siano fatti semplicemente per puro gusto estetico. 
I motivi più comuni sono:
- Bestie e animali mitologici: dragoni, kirin, baku, cani foo, hō-ō (鳳凰);
- Animali: uccelli, carpe koi, tigri, serpenti;
- Fiori: peonie, fiori di ciliegio, fiori di loto, crisantemi;
- Altre piante: bambù, foglie d'acero;
- Personaggi del folklore tradizionale e della letteratura, come le figure di Suikoden;
- Immagini del mondo ispirate dalle stampe ukiyo-e, quindi raffigurazioni di geisha, samurai etc.;
- Buddha e altre divinità buddhiste quali Fudō Myō-ō o Kannon;
- Divinità shintoiste come i tengu;
- Sfondi come nuvole, onde o folate di vento.

Gli irezumi sono noti per narrare storie e leggende di eroi, o per rappresentare il folklore locale o temi religiosi. Per questo vengono spesso rappresentati soggetti come samurai, animali, creature fantastiche, spiriti, divinità e demoni, solitamente raffigurati nel mezzo di un'azione, di una lotta tra forze avverse, come per rappresentare l'infinito scontro tra Yin e Yang.